# مقاطعة موريس (كانساس)
مقاطعة موريس (بالإنجليزية: Morris County)‏ هي إحدى المقاطعات في ولاية كانساس، الولايات المتحدة الأمريكية.